# 秃发左夫人
秃发左夫人（？—429年），西秦文昭王乞伏炽磐的左夫人，是南凉景王秃发傉檀的女儿。
西秦永康三年（414年）六月，西秦王乞伏炽磐灭南凉，乞伏炽磐立禿髮氏的姐姐为王后，禿髮氏为左夫人。永康四年（415年），乞伏炽磐将秃发傉檀秘密毒死。秃发傉檀死前放弃治疗以图保全子女的性命。但禿髮王后和她的哥哥、秃发傉檀的太子禿髮虎台得知父亲的死因后，密谋杀死乞伏炽磐替父亲报仇。建弘四年（423年）十月，受宠于乞伏炽磐的禿髮左夫人泄漏了哥哥姐姐的密谋，乞伏炽磐将秃发兄妹处死。429年，乞伏炽磐儿子乞伏暮末为西秦王，乞伏暮末的弟弟乞伏轲殊罗与秃发左夫人通奸。乞伏暮末得知此事。乞伏轲殊罗不安，和他的叔父乞伏什寅策划谋杀乞伏暮末，然后带着沮渠兴国投奔北凉。乞伏轲殊罗让秃发氏偷寝殿的钥匙，却偷错了钥匙，守门人报告了乞伏暮末，乞伏暮末将所有参与这个阴谋的同党全部杀掉，只赦免了乞伏轲殊罗。